# Bayer 04 Leverkusen Fußball 2004-2005
Questa voce raccoglie le informazioni riguardanti il Bayer Leverkusen nelle competizioni ufficiali della stagione 2004-2005.

## Stagione
Nella stagione 2004-2005, il Bayer Leverkusen si è classificato al sesto posto in Bundesliga. È stato inoltre eliminato nel secondo turno di Coppa di Germania.
In Champions League è stato eliminato agli Ottavi di finale, per opera del Liverpool FC poi vincitore della competizione .
Il tedesco Bernd Schneider e i brasiliani Roque Júnior e Juan furono convocati per la FIFA Confederations Cup 2005.
Landon Donovan fu invece convocato per la Gold Cup del 2005.

## Maglie e sponsor
Lo sponsor che compare sulle maglie della società è RWE società di fornitura energetica.
Lo sponsor tecnico è il marchio Tedesco Adidas.
| Casa Maglia | Trasferta Maglia | Terza Maglia | Quarta Maglia |

## Rosa
| N. |                     | Ruolo | Calciatore       |
| -- | ------------------- | ----- | ---------------- |
| 1  | Germania (bandiera) | P     | Hans-Jörg Butt   |
| 3  | Brasile (bandiera)  | D     | Roque Júnior     |
| 4  | Brasile (bandiera)  | D     | Juan             |
| 5  | Germania (bandiera) | D     | Jens Nowotny     |
| 7  | Brasile (bandiera)  | C     | Robson Ponte     |
| 9  | Bulgaria (bandiera) | A     | Dimităr Berbatov |
| 10 | Germania (bandiera) | C     | Paul Freier      |
| 11 | Brasile (bandiera)  | A     | França           |
| 12 | Ucraina (bandiera)  | A     | Andrij Voronin   |
| 13 | Germania (bandiera) | C     | Daniel Bierofka  |
| 15 | Turchia (bandiera)  | C     | Sezer Öztürk     |
| 16 | Polonia (bandiera)  | C     | Jacek Krzynówek  |
| 17 | Germania (bandiera) | D     | Clemens Fritz    |
| 19 | Croazia (bandiera)  | C     | Marko Babić      |
| 20 | Germania (bandiera) | P     | Tom Starke       |

| N. |                      | Ruolo | Calciatore                 |
| -- | -------------------- | ----- | -------------------------- |
| 22 | Germania (bandiera)  | P     | René Adler                 |
| 25 | Germania (bandiera)  | C     | Bernd Schneider            |
| 26 | Germania (bandiera)  | D     | Sascha Dum                 |
| 27 | Spagna (bandiera)    | C     | Gonzalo Castro             |
| 28 | Germania (bandiera)  | C     | Carsten Ramelow            |
| 29 | Germania (bandiera)  | D     | Jan-Ingwer Callsen-Bracker |
| 31 | Germania (bandiera)  | D     | Marius Schultens           |
| 32 | Germania (bandiera)  | C     | Pierre De Wit              |
| 32 | Germania (bandiera)  | P     | Maurice Gillen             |
| 33 | Germania (bandiera)  | C     | Domenico Cozza             |
| 35 | Argentina (bandiera) | D     | Diego Placente             |
| 40 | Germania (bandiera)  | C     | Timo Röttger               |
| 42 | Germania (bandiera)  | C     | Oliver Dittrich            |
| 44 | Germania (bandiera)  | D     | Thomas Hübener             |

## Organigramma societario
Area tecnica
- Allenatore: Klaus Augenthaler
- Allenatore in seconda: Peter Hermann, Ulf Kirsten
- Preparatore dei portieri: Rüdiger Vollborn
- Preparatori atletici: Holger Broich

## Calciomercato

### Sessione estiva
| Acquisti | Acquisti        | Acquisti                   | Acquisti |
| R.       | Nome            | da                         | Modalità |
| -------- | --------------- | -------------------------- | -------- |
| C        | Gonzalo Castro  | Bayer Leverkusen (allievi) |          |
| C        | Pierre De Wit   | Bayer Leverkusen (allievi) |          |
| C        | Paul Freier     | Bochum                     |          |
| C        | Jacek Krzynówek | Norimberga                 |          |
| D        | Roque Júnior    | Siena                      |          |
| P        | Tom Starke      | Amburgo                    |          |
| A        | Andrij Voronin  | Colonia                    |          |

| Cessioni | Cessioni           | Cessioni            | Cessioni |
| R.       | Nome               | da                  | Modalità |
| -------- | ------------------ | ------------------- | -------- |
| C        | Yıldıray Baştürk   | Hertha Berlino      |          |
| P        | Frank Juric        | Hannover 96         |          |
| D        | Lúcio              | Bayern Monaco       |          |
| C        | Ioannis Masmanidis | Karlsruhe           |          |
| D        | Alexander Meyer    | Duisburg            |          |
| A        | Oliver Neuville    | Borussia M'gladbach |          |

### Sessione invernale
| Acquisti | Acquisti       | Acquisti         | Acquisti |
| R.       | Nome           | da               | Modalità |
| -------- | -------------- | ---------------- | -------- |
| C        | Landon Donovan | S.J. Earthquakes |          |

| Cessioni | Cessioni         | Cessioni              | Cessioni |
| R.       | Nome             | da                    | Modalità |
| -------- | ---------------- | --------------------- | -------- |
| C        | Landon Donovan   | LA Galaxy             |          |
| C        | Jermaine Jones   | Eintracht Francoforte |          |
| A        | Kenan Şahin      | Energie Cottbus       |          |
| C        | Hanno Balitsch   | Magonza               |          |
| D        | Radosław Kałużny | Rot-Weiss Essen       |          |
| D        | Teddy Lučić      | Häcken                |          |

## Risultati

### Bundesliga

#### Girone di andata
| Arbitro: | Wack |

|                          |           |            |
| Schneider 49’ França 90’ | Marcatori | 14’ Tarnat |

| Arbitro: | Fröhlich |

|                       |           |                          |
| Lokvenc 28’ Preuß 69’ | Marcatori | 62’ Berbatov 87’ Voronin |

| Arbitro: | Fandel |

|                                   |           |             |
| Berbatov 21’, 59’ França 52’, 57’ | Marcatori | 84’ Ballack |

| Arbitro: | Sippel |

|                      |           |  |
| Weiland 65’ Auer 68’ | Marcatori |  |

| Arbitro: | Kircher |

|                              |           |                                |
| Butt 76’ (rig.) Berbatov 80’ | Marcatori | 23’ Müller 69’ (aut.) Placente |

| Arbitro: | Stark |

|                                         |           |  |
| Lahm 12’ Stranzl 42’ Meißner 90’ (rig.) | Marcatori |  |

| Arbitro: | Keßler |

|                                     |           |  |
| Krzynówek 10’ Juan 73’ Berbatov 87’ | Marcatori |  |

| Arbitro: | Weiner |

|                                   |           |               |
| Gilberto 38’ Marx 52’ Paraíba 79’ | Marcatori | 54’ Schneider |

| Kaiserslautern 23 ottobre 2004, ore 15:30 CEST 9ª giornata | Kaiserslautern | 0 – 0 referto | Bayer Leverkusen | Fritz-Walter-Stadion (34 843 spett.)\| Arbitro: \| Fröhlich \| |
| Arbitro:                                                   | Fröhlich       |               |                  |                                                                |

| Arbitro: | Schmidt |

|                       |           |                      |
| Voronin 50’, 54’, 77’ | Marcatori | 19’ Buckley 69’ Vata |

| Arbitro: | Fandel |

|              |           |  |
| Ewerthon 41’ | Marcatori |  |

| Arbitro: | Kinhöfer |

|                                           |           |               |
| Freier 49’, 88’ Krzynówek 53’ Voronin 90’ | Marcatori | 29’ Coulibaly |

| Arbitro: | Brych |

|                      |           |                          |
| Klose 19’ Valdez 72’ | Marcatori | 51’ Voronin 54’ Berbatov |

| Arbitro: | Stark |

|  |           |                                 |
|  | Marcatori | 27’ Sand 37’ Ailton 71’ Lincoln |

| Arbitro: | Albrecht |

|  |           |                          |
|  | Marcatori | 36’ Berbatov 63’ Voronin |

| Arbitro: | Merk |

|                        |           |              |
| Voronin 46’ França 89’ | Marcatori | 4’ Klimowicz |

| Arbitro: | Wagner |

|                    |           |              |
| Svěrkoš 68’ (rig.) | Marcatori | 58’ Berbatov |

#### Girone di ritorno
| Arbitro: | Wack |

|  |           |                                     |
|  | Marcatori | 18’ Voronin 36’ Berbatov 58’ Freier |

| Arbitro: | Kemmling |

|                                                |           |  |
| Krzynówek 28’ Voronin 31’ Ponte 70’ Freier 78’ | Marcatori |  |

| Arbitro: | Weiner |

|                                |           |  |
| Makaay 45’ (rig.) Guerrero 68’ | Marcatori |  |

| Arbitro: | Kinhöfer |

|                          |           |  |
| Freier 64’ Krzynówek 69’ | Marcatori |  |

| Arbitro: | Meyer |

|                 |           |                                            |
| Mintál 29’, 53’ | Marcatori | 2’, 59’ Berbatov 32’ Ramelow 79’ Krzynówek |

| Arbitro: | Wack |

|              |           |                  |
| Berbatov 80’ | Marcatori | 89’ (rig.) Cacau |

| Arbitro: | Fandel |

|            |           |  |
| Buyten 22’ | Marcatori |  |

| Arbitro: | Fleischer |

|                                      |           |                                |
| Ponte 5’ Butt 12’ (rig.) Voronin 84’ | Marcatori | 24’, 29’ Paraíba 62’ Neuendorf |

| Arbitro: | Kircher |

|                                 |           |  |
| Callsen-Bracker 12’ Voronin 46’ | Marcatori |  |

| Arbitro: | Sippel |

|             |           |  |
| Đalović 65’ | Marcatori |  |

| Arbitro: | Merk |

|  |           |          |
|  | Marcatori | 88’ Kehl |

| Arbitro: | Gagelmann |

|              |           |                                 |
| Iashvili 37’ | Marcatori | 26’ Schneider 66’, 83’ Berbatov |

| Arbitro: | Fleischer |

|                        |           |           |
| Krzynówek 3’ Babić 37’ | Marcatori | 38’ Klose |

| Arbitro: | Weiner |

|                           |           |                                     |
| Lincoln 30’, 37’ Sand 41’ | Marcatori | 23’ Freier 56’ Berbatov 64’ Voronin |

| Arbitro: | Stark |

|                               |           |  |
| Berbatov 27’, 90’ Voronin 58’ | Marcatori |  |

| Arbitro: | Wagner |

|                        |           |                         |
| Karhan 24’ Brdarić 30’ | Marcatori | 61’ França 86’ Bierofka |

| Arbitro: | Kinhöfer |

|                                               |           |             |
| Berbatov 41’, 58’, 61’ Voronin 59’ França 69’ | Marcatori | 2’ Neuville |

### Coppa di Germania
| Arbitro: | Jansen |

|               |           |                                 |
| Pupalovic 56’ | Marcatori | 9’ Ponte 48’ (rig.), 90’ França |

| Arbitro: | Fleischer |

|                           |           |                        |
| Micoud 5’ Valdez 55’, 58’ | Marcatori | 17’ Babić 69’ Berbatov |

### Coppa di Lega
| Arbitro: | Trautmann |

|                                                 |                      |                                                |
| Callsen-Bracker 13’                             | Marcatori            | 8’ (aut.) Dum                                  |
| Freier Voronin Callsen-Bracker França Krzynówek | Tiri di rigore 4 – 3 | Rydlewicz Persson Lapaczinski Möhrle Rasmussen |

| Arbitro: | Meyer |

|                                   |           |  |
| Roberto 5’ Ballack 65’ Frings 67’ | Marcatori |  |

### Champions League

#### Fase di qualificazione
| Arbitro: | Dougal |

|                                            |           |  |
| França 11’, 67’, 88’ Juan 74’ Berbatov 82’ | Marcatori |  |

| Arbitro: | González |

|                           |           |              |
| Papadopulos 38’ Žůrek 82’ | Marcatori | 76’ Berbatov |

#### Fase a gironi
| Arbitro: | Poll |

|                                       |           |  |
| Krzynówek 39’ França 49’ Berbatov 55’ | Marcatori |  |

| Arbitro: | Nielsen |

|                                 |           |                         |
| Rincón 30’, 69’ Cernat 74’, 90’ | Marcatori | 59’ Voronin 68’ Nowotny |

| Arbitro: | Poulat |

|                                     |           |                     |
| Junior 48’ Krzynówek 59’ França 90’ | Marcatori | 26’ (aut.) Berbatov |

| Arbitro: | Batista |

|              |           |              |
| Montella 90’ | Marcatori | 82’ Berbatov |

| Arbitro: | Hamer |

|          |           |              |
| Raúl 70’ | Marcatori | 36’ Berbatov |

| Arbitro: | Collina |

|                                |           |  |
| Juan 51’ Voronin 77’ Babić 86’ | Marcatori |  |

#### Fase a eliminazione diretta
| Arbitro: | Vassaras |

|                                 |           |            |
| García 15’ Riise 36’ Hamann 90’ | Marcatori | 90’ França |

| Arbitro: | Sars |

|               |           |                           |
| Krzynówek 87’ | Marcatori | 28’, 32’ García 67’ Baroš |

## Statistiche

### Statistiche di squadra
| Competizione      | Punti | In casa | In casa | In casa | In casa | In casa | In casa | In trasferta | In trasferta | In trasferta | In trasferta | In trasferta | In trasferta | Totale | Totale | Totale | Totale | Totale | Totale | DR  |
| Competizione      | Punti | G       | V       | N       | P       | Gf      | Gs      | G            | V            | N            | P            | Gf           | Gs           | G      | V      | N      | P      | Gf     | Gs     | DR  |
| ----------------- | ----- | ------- | ------- | ------- | ------- | ------- | ------- | ------------ | ------------ | ------------ | ------------ | ------------ | ------------ | ------ | ------ | ------ | ------ | ------ | ------ | --- |
| Bundesliga        | 57    | 17      | 12      | 3       | 2       | 42      | 18      | 17           | 4            | 6            | 7            | 23           | 26           | 34     | 16     | 9      | 9      | 65     | 44     | +21 |
| Coppa di Germania | -     | 0       | 0       | 0       | 0       | 0       | 0       | 2            | 1            | 0            | 1            | 5            | 4            | 2      | 1      | 0      | 1      | 5      | 4      | +1  |
| Coppa di Lega     | -     | 1       | 0       | 1       | 0       | 1       | 1       | 1            | 0            | 0            | 1            | 0            | 3            | 2      | 0      | 1      | 1      | 1      | 4      | -3  |
| Champions League  | -     | 5       | 4       | 0       | 1       | 15      | 4       | 5            | 0            | 2            | 3            | 6            | 11           | 10     | 4      | 2      | 4      | 21     | 15     | +6  |
| Totale            | 57    | 23      | 16      | 4       | 3       | 58      | 23      | 25           | 5            | 8            | 12           | 34           | 44           | 48     | 21     | 12     | 15     | 92     | 67     | +25 |

### Andamento in campionato
| Giornata  | 1 | 2 | 3 | 4 | 5 | 6 | 7 | 8 | 9 | 10 | 11 | 12 | 13 | 14 | 15 | 16 | 17 | 18 | 19 | 20 | 21 | 22 | 23 | 24 | 25 | 26 | 27 | 28 | 29 | 30 | 31 | 32 | 33 | 34 |
| --------- | - | - | - | - | - | - | - | - | - | -- | -- | -- | -- | -- | -- | -- | -- | -- | -- | -- | -- | -- | -- | -- | -- | -- | -- | -- | -- | -- | -- | -- | -- | -- |
| Luogo     | C | T | C | T | C | T | C | T | T | C  | T  | C  | T  | C  | T  | C  | T  | T  | C  | T  | C  | T  | C  | T  | C  | C  | T  | C  | T  | C  | T  | C  | T  | C  |
| Risultato | V | N | V | P | N | P | V | P | N | V  | P  | V  | N  | P  | V  | V  | N  | V  | V  | P  | V  | V  | N  | P  | N  | V  | P  | P  | V  | V  | N  | V  | N  | V  |
| Posizione | 4 | 5 | 1 | 3 | 4 | 7 | 6 | 9 | 9 | 8  | 8  | 8  | 8  | 11 | 10 | 8  | 8  | 6  | 4  | 6  | 6  | 4  | 5  | 7  | 7  | 6  | 7  | 7  | 7  | 7  | 6  | 6  | 6  | 6  |

Legenda:

Luogo: C = Casa; T = Trasferta. Risultato: V = Vittoria; N = Pareggio; P = Sconfitta.

### Statistiche dei giocatori
| Giocatore          | Bundesliga | Bundesliga | Bundesliga  | Bundesliga | Coppa di Germania | Coppa di Germania | Coppa di Germania | Coppa di Germania | Coppa di Lega | Coppa di Lega | Coppa di Lega | Coppa di Lega | Champions League | Champions League | Champions League | Champions League | Totale   | Totale | Totale      | Totale     |
| Giocatore          | Presenze   | Reti       | Ammonizioni | Espulsioni | Presenze          | Reti              | Ammonizioni       | Espulsioni        | Presenze      | Reti          | Ammonizioni   | Espulsioni    | Presenze         | Reti             | Ammonizioni      | Espulsioni       | Presenze | Reti   | Ammonizioni | Espulsioni |
| ------------------ | ---------- | ---------- | ----------- | ---------- | ----------------- | ----------------- | ----------------- | ----------------- | ------------- | ------------- | ------------- | ------------- | ---------------- | ---------------- | ---------------- | ---------------- | -------- | ------ | ----------- | ---------- |
| R. Adler           | 0          | 0          | 0           | 0          | 0                 | 0                 | 0                 | 0                 | 0             | 0             | 0             | 0             | 0                | 0                | 0                | 0                | 0        | 0      | 0           | 0          |
| M. Babić           | 29         | 1          | 3           | 0          | 2                 | 1                 | 0                 | 0                 | 1             | 0             | 0             | 0             | 7                | 1                | 1                | 0                | 39       | 3      | 4           | 0          |
| H. Balitsch        | 8          | 0          | 2           | 0          | 1                 | 0                 | 0                 | 0                 | 2             | 0             | 1             | 0             | 7                | 0                | 2                | 0                | 18       | 0      | 5           | 0          |
| D. Berbatov        | 33         | 20         | 3           | 0          | 1                 | 1                 | 0                 | 0                 | 2             | 0             | 0             | 0             | 10               | 5                | 0                | 0                | 46       | 26     | 3           | 0          |
| D. Bierofka        | 16         | 1          | 0           | 0          | 0                 | 0                 | 0                 | 0                 | 2             | 0             | 0             | 0             | 4                | 0                | 1                | 0                | 22       | 1      | 1           | 0          |
| H. Butt            | 34         | 2          | 0           | 0          | 2                 | 0                 | 0                 | 0                 | 1             | 0             | 0             | 0             | 10               | 0                | 0                | 0                | 47       | 2      | 0           | 0          |
| J. Callsen-Bracker | 9          | 1          | 2           | 0          | 2                 | 0                 | 0                 | 0                 | 2             | 1             | 0             | 0             | 4                | 0                | 0                | 0                | 17       | 2      | 2           | 0          |
| G. Castro          | 13         | 0          | 3           | 0          | 0                 | 0                 | 0                 | 0                 | 0             | 0             | 0             | 0             | 1                | 0                | 0                | 0                | 14       | 0      | 3           | 0          |
| D. Cozza           | 0          | 0          | 0           | 0          | 0                 | 0                 | 0                 | 0                 | 0             | 0             | 0             | 0             | 0                | 0                | 0                | 0                | 0        | 0      | 0           | 0          |
| P. De Wit          | 0          | 0          | 0           | 0          | 0                 | 0                 | 0                 | 0                 | 0             | 0             | 0             | 0             | 0                | 0                | 0                | 0                | 0        | 0      | 0           | 0          |
| O. Dittrich        | 0          | 0          | 0           | 0          | 0                 | 0                 | 0                 | 0                 | 0             | 0             | 0             | 0             | 0                | 0                | 0                | 0                | 0        | 0      | 0           | 0          |
| L. Donovan         | 7          | 0          | 0           | 0          | 0                 | 0                 | 0                 | 0                 | 0             | 0             | 0             | 0             | 2                | 0                | 0                | 0                | 9        | 0      | 0           | 0          |
| S. Dum             | 5          | 0          | 1           | 0          | 1                 | 0                 | 1                 | 0                 | 2             | 0             | 0             | 0             | 0                | 0                | 0                | 0                | 8        | 0      | 2           | 0          |
| F. França          | 22         | 6          | 0           | 0          | 1                 | 2                 | 0                 | 0                 | 2             | 0             | 0             | 0             | 7                | 6                | 0                | 0                | 32       | 14     | 0           | 0          |
| P. Freier          | 33         | 6          | 3           | 0          | 2                 | 0                 | 0                 | 0                 | 2             | 0             | 0             | 0             | 9                | 0                | 3                | 0                | 46       | 6      | 6           | 0          |
| C. Fritz           | 0          | 0          | 0           | 0          | 0                 | 0                 | 0                 | 0                 | 1             | 0             | 0             | 0             | 1                | 0                | 0                | 0                | 2        | 0      | 0           | 0          |
| M. Gillen          | 0          | 0          | 0           | 0          | 0                 | 0                 | 0                 | 0                 | 0             | 0             | 0             | 0             | 0                | 0                | 0                | 0                | 0        | 0      | 0           | 0          |
| T. Hübener         | 0          | 0          | 0           | 0          | 0                 | 0                 | 0                 | 0                 | 0             | 0             | 0             | 0             | 0                | 0                | 0                | 0                | 0        | 0      | 0           | 0          |
| J. Jones           | 5          | 0          | 1           | 0          | 2                 | 0                 | 1                 | 0                 | 0             | 0             | 0             | 0             | 2                | 0                | 0                | 0                | 9        | 0      | 2           | 0          |
| J. Juan            | 28         | 1          | 6           | 0          | 2                 | 0                 | 1                 | 0                 | 0             | 0             | 0             | 0             | 9                | 2                | 1                | 0                | 39       | 3      | 8           | 0          |
| R. Junior          | 19         | 0          | 3           | 1          | 1                 | 0                 | 0                 | 0                 | 2             | 0             | 0             | 0             | 7                | 1                | 1                | 0                | 29       | 1      | 4           | 1          |
| R. Kałużny         | 2          | 0          | 1           | 0          | 1                 | 0                 | 0                 | 0                 | 1             | 0             | 1             | 0             | 0                | 0                | 0                | 0                | 4        | 0      | 2           | 0          |
| J. Krzynówek       | 31         | 6          | 1           | 0          | 2                 | 0                 | 0                 | 0                 | 2             | 0             | 0             | 0             | 9                | 3                | 0                | 0                | 44       | 9      | 1           | 0          |
| T. Lučić           | 0          | 0          | 0           | 0          | 0                 | 0                 | 0                 | 0                 | 0             | 0             | 0             | 0             | 1                | 0                | 0                | 0                | 1        | 0      | 0           | 0          |
| J. Nowotny         | 16         | 0          | 3           | 1          | 0                 | 0                 | 0                 | 0                 | 0             | 0             | 0             | 0             | 6                | 1                | 1                | 0                | 22       | 1      | 4           | 1          |
| D. Placente        | 29         | 0          | 5           | 0          | 1                 | 0                 | 0                 | 1                 | 0             | 0             | 0             | 0             | 8                | 0                | 3                | 0                | 38       | 0      | 8           | 1          |
| R. Ponte           | 23         | 2          | 7           | 0          | 2                 | 1                 | 0                 | 0                 | 1             | 0             | 0             | 0             | 8                | 0                | 5                | 0                | 34       | 3      | 12          | 0          |
| C. Ramelow         | 31         | 1          | 11          | 0          | 1                 | 0                 | 1                 | 0                 | 1             | 0             | 0             | 0             | 10               | 0                | 2                | 0                | 43       | 1      | 14          | 0          |
| T. Röttger         | 0          | 0          | 0           | 0          | 0                 | 0                 | 0                 | 0                 | 0             | 0             | 0             | 0             | 0                | 0                | 0                | 0                | 0        | 0      | 0           | 0          |
| B. Schneider       | 33         | 3          | 5           | 0          | 1                 | 0                 | 0                 | 0                 | 1             | 0             | 0             | 0             | 10               | 0                | 2                | 0                | 45       | 3      | 7           | 0          |
| M. Schultens       | 0          | 0          | 0           | 0          | 0                 | 0                 | 0                 | 0                 | 0             | 0             | 0             | 0             | 0                | 0                | 0                | 0                | 0        | 0      | 0           | 0          |
| T. Starke          | 0          | 0          | 0           | 0          | 0                 | 0                 | 0                 | 0                 | 1             | 0             | 0             | 0             | 0                | 0                | 0                | 0                | 1        | 0      | 0           | 0          |
| A. Voronin         | 32         | 15         | 2           | 0          | 2                 | 0                 | 0                 | 0                 | 2             | 0             | 0             | 0             | 6                | 2                | 0                | 1                | 42       | 17     | 2           | 1          |
| S. Öztürk          | 7          | 0          | 0           | 0          | 0                 | 0                 | 0                 | 0                 | 0             | 0             | 0             | 0             | 0                | 0                | 0                | 0                | 7        | 0      | 0           | 0          |
| K. Şahin           | 1          | 0          | 0           | 0          | 0                 | 0                 | 0                 | 0                 | 0             | 0             | 0             | 0             | 0                | 0                | 0                | 0                | 1        | 0      | 0           | 0          |